# Lache și Mache
Lache și Mache este o operă literară scrisă de Ion Luca Caragiale.
Sunt prezentați doi prieteni nedespărțiți, care se completează unul pe celălalt, se ajută, se înțeleg, dar de așa manieră încât pare un singur om și chiar sunt considerați un singur om , știindu-se ca sunt mereu de aceeași părere și mai mereu în același loc.
Deși superficiali, se descurcă totdeauna improvizând principii ad-hoc pe care le respectă, fiindu-le favorabile.
Ruptura dintre ei intervine în momentul când, îndrăgostiți de aceeași femeie, doar unul este preferat. Atunci pentru prima dată chipurile lor au expresii diferite, unul este radios, celălalt este trist, fenomen nemaipomenit și cu grave urmări meteorologice.
Au petrecut aproape douăzeci și patru de ore separați, după care s-au repezit unul spre altul ,,cum se repede fierul la magnet,,.
În urma acestei reconcilierei a revenit la normal și natura dezlănțuită.